# Мавроди, Сергей Пантелеевич
Серге́й Пантеле́евич Мавро́ди (11 августа 1955, Москва — 26 марта 2018, Москва) — российский основатель нескольких финансовых пирамид, политический деятель и писатель. Известен как создатель АО «МММ», которая считается классической и крупнейшей финансовой пирамидой России по количеству пострадавших (10—15 миллионов человек) и ущербу (по некоторым оценкам, 3 миллиарда рублей).
В 2003 году был осуждён за мошенничество в крупных размерах. В суде потерпевшими было признано 10 454 человека.
В 1994—1995 годах был депутатом Государственной думы, создал «Партию народного капитала» и партию «МММ» (укр. Ми Маємо Мету) на Украине. В 1996 году пытался выдвинуть свою кандидатуру в президенты России, но получил отказ в регистрации.
Согласно исследованиям ВЦИОМ, примерно три четверти россиян считали его «аферистом, жуликом и шарлатаном, место которому — в тюрьме».

## Биография
Родился 11 августа 1955 года в Москве. По национальности по линии матери — русский, по отцовской линии наполовину украинец, наполовину грек. Отец — Пантелей Андреевич Мавроди (умер от рака лёгких в 1980 году), монтажник; мать — Валентина Фёдоровна Мавроди (при рождении Монахова; умерла от рака печени в 1986 году), экономист. Младший брат — Вячеслав Мавроди (род. 1962).
В детстве Сергею диагностировали врождённый порок сердца.
По словам самого Мавроди, в детстве он обладал феноменальной памятью.
Окончил десять классов средней школы № 35, по другим источникам — № 45 города Москвы. Окончил Детскую художественную школу № 1 имени В. А. Серова на Пречистенке. Согласно утверждениям Мавроди, во время учёбы он проявил способности в математике и физике, побеждал в школьных олимпиадах.
После окончания школы в 1972 году поступал в Московский физико-технический институт, но не сдал вступительные экзамены и поступил в Московский институт электронного машиностроения на факультет «Прикладная математика». Увлекался игрой в шахматы и покером. В институте Сергей впервые стал изготавливать и продавать копии аудио- и видеоматериалов. После окончания МИЭМ Мавроди два года проработал в закрытом НИИ.
В 1983 году в первый раз был задержан на срок 10 суток сотрудниками ОБХСС «за частнопредпринимательскую деятельность» (реализация нелегальной продукции видеозаписи). За время ареста, когда принималось решение о возбуждении в отношении него уголовного дела, вышло постановление ЦК КПСС «О перегибах», и Мавроди был выпущен.

### «МММ»
В 1989 году основал кооператив «МММ», который торговал импортной оргтехникой — ввозил в СССР компьютеры и комплектующие — и не занимался финансовой деятельностью. Со временем были созданы несколько десятков коммерческих структур для разных направлений деятельности. В 1992 году регистрируется акционерное общество «МММ», ставшее впоследствии крупнейшей в истории России финансовой пирамидой, от которой пострадали, по разным оценкам, от 10 до 15 млн человек.
1 февраля 1994 года акции АО МММ поступили в свободную продажу. Всего за полгода были достигнуты невиданные ранее в других структурах результаты: 15 млн вкладчиков, аккумуляция трети бюджета страны, рост цен на акции в 127 раз и пр.
4 августа Мавроди был арестован по обвинению в сокрытии налогов от доходов возглавляемой им фирмы «Инвест-Консалтинг». Он ни в чём не раскаивался и сожалел лишь о том, что не довёл всё до конца.
Находясь в тюрьме, Мавроди организовал сбор подписей для регистрации кандидатом в депутаты Госдумы РФ и через два месяца был зарегистрирован Центральной избирательной комиссией.
30 октября 1994 года Мавроди был избран депутатом российского парламента и освобождён из-под стражи.
2 сентября 1997 года «МММ» было признано банкротом.
В 2011 году Сергей Мавроди организовал для жителей России и стран СНГ новую финансовую пирамиду МММ-2011, год спустя реорганизованную в МММ-2012. Пирамида в итоге потерпела крах.
В 2014 году им был основан проект «MMM-Global», нацеленный на африканские страны. Одновременно строительство пирамиды началось в Азии — Индонезия, Малайзия, Бангладеш, Филиппины, Япония, Таиланд, включая миллиардные Индию и Китай. Затем МММ появилась в США, Израиле, Италии и Франции. В 107 странах мира «Мавроди очаровал вкладчиков».
В декабре 2017 года Сергей Мавроди объявил о перезапуске собственной криптовалюты Mavro.

### Политическая деятельность

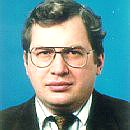
Депутат Государственной думы Мавроди

4 августа 1994 года Сергей Мавроди был арестован по обвинению в сокрытии доходов от возглавляемой им фирмы АОЗТ «Инвест-Консалтинг». Находясь в тюрьме, он зарегистрировался кандидатом в депутаты. В сентябре он был выдвинут в качестве кандидата в депутаты Государственной думы на дополнительных выборах в Мытищинском районе Московской области, после чего был выпущен на свободу.
30 октября 1994 года Мавроди был избран депутатом российского парламента, после чего написал официальное заявление об отказе от депутатской зарплаты и всех депутатских привилегий: льгот, дачи, служебной машины. Сергей Пантелеевич никогда не скрывал, что идёт в депутаты исключительно ради депутатской неприкосновенности. С момента избрания депутатом Государственной Думы Мавроди присутствовал лишь на одном её заседании.
В самом начале конфликта с властями Сергей Пантелеевич официально, через прессу, пригрозил им всенародным референдумом, поставив вопрос о недоверии властям. Необходимый миллион подписей Мавроди обещал собрать с 10 миллионов вкладчиков за неделю. По утверждениям Сергея, он в дальнейшем якобы неоднократно приглашался в Кремль «для переговоров», но последовательно игнорировал все подобные приглашения.
Через год, 6 октября 1995 года, депутаты Госдумы досрочно прекратили его депутатские полномочия. В следующем году вновь баллотировался в Думу от «Партии народного капитала», однако эти выборы он проиграл.
10 января 1996 года Центризбирком зарегистрировал уполномоченных представителей инициативной группы, выдвинувшей Мавроди кандидатом в Президенты России, однако в дальнейшем забраковал значительную часть подписных листов в поддержку кандидата и в его регистрации отказал. Более того, против Мавроди было возбуждено уголовное дело о подделке подписных листов, которое, впрочем, было потом закрыто из-за «отсутствия состава преступления». Однако в выборах участвовать он уже не смог.
В конце 2011 года выяснилось, что «Партия народного капитала» не была закрыта. Только после этого её деятельность была формально остановлена.
3 августа 2012 года Сергей Мавроди объявил о создании на Украине политической партии «МММ» (укр. Ми Маємо Мету — «У нас есть цель»), которая выдвинула Дениса Пушилина кандидатом в депутаты на выборах в Верховную Раду по 94-му избирательному округу Киевской области.
16 октября 2012 года Мавроди заявил в интервью о массовой регистрации членов «МММ» в качестве избирателей на выборах в Координационный совет оппозиции и о планах «получить весь совет».
В 2018 году Сергей Мавроди заявил об участии в президентских выборах в России: «Буду выдвигаться. Вне всякого сомнения! Я хочу помочь своему Отечеству, и я знаю, как это сделать. А значит, это мой прямой гражданский долг».

### Розыск
Сергей Мавроди был лишён депутатского мандата за два месяца до декабрьских выборов 1996 года. После этого следственные действия в отношении него возобновились, причём к прежним обвинениям в рамках расследования деятельности МММ было добавлено ещё одно — в мошенничестве. 17 декабря 1997 года Сергея Мавроди объявили сначала в общероссийский, а через год — и в международный розыск. Разыскивался Интерполом по представлению российского МВД.
Более пяти лет он скрывался на съёмной квартире и жил взаперти, и до зимы 2003 года о нём не было ничего известно. Ходили слухи, что он долгое время проживал в Скандинавии или Греции, но на самом деле Мавроди вообще не выезжал из Москвы и никогда не покидал пределов России.
Также предполагалось, что Мавроди жил на территории одной из правительственных дач на Рублёвском шоссе, а именно в посёлке Жуковка-3 в Подмосковье. Но после его ареста, по данным уголовного розыска, стало известно, что задержанный точно находился в Москве.
Находясь в международном розыске по линии Интерпола, Сергей Мавроди создал в Интернете ещё одну пирамиду, теперь уже всемирную — виртуальную фондовую биржу Stock Generation (SG), которая была зарегистрирована в одной из стран карибского бассейна, оформлена как азартная игра и имела соответствующую лицензию. Через некоторое время начались задержки с выплатами. В своём интервью Мавроди утверждает, что это были чисто технические причины — якобы, банки физически не справлялись с таким количеством платежей, офис был завален необработанными чеками, Western Union не успевала подвозить наличность самолётами. Сначала задержки измерялись неделями, потом — месяцами. На основании жалоб SEC (комиссия по ценным бумагам и биржам США) начала расследование и закрыла счета в долларах США. В итоге SEC проиграла дело в бостонском суде (лицензия была, все играли добровольно), но SG на тот момент уже рухнула. По официальным данным, менее чем за год работы пострадало порядка 275 тыс. человек (в основном граждане США и Западной Европы). По неофициальным данным, пострадавших — несколько миллионов.
По признаниям самого Мавроди, 8 лет скрываться от следствия ему помогала собственная служба безопасности, «такого же уровня, как та, которая меня искала», то есть состоявшая из бывших сотрудников спецслужб, специалистов высокого класса.

### Арест и суд
31 января 2003 года Мавроди был арестован в Москве, на съёмной квартире на Фрунзенской набережной, сотрудниками Главного управления уголовного розыска МВД РФ. При задержании у него был обнаружен поддельный паспорт на имя гражданина Юрия Зайцева, уроженца Санкт-Петербурга. Немногим позже после ареста ему были предъявлены обвинения по двум статьям Уголовного кодекса РФ: «Организация подделки документов» и «Уклонение от уплаты налогов и (или) сборов с организации». Таким образом, в его отношении было возбуждено три уголовных дела. Сам Мавроди заявил, что не признаёт свою вину ни по одному из инкриминируемых ему деяний.
15 сентября 2003 года предварительное слушание по одному из уголовных дел Мавроди — обвинение в использовании поддельного паспорта — в Хамовническом суде г. Москвы было почти сразу же отложено на неопределённый срок без назначения даты последующего заседания. По словам адвоката Акопа Хачатуряна, его подзащитный, во-первых, не успел ознакомиться с материалами дела, а во-вторых, это судебное решение может повлиять на вердикт по основному обвинению — в мошенничестве. Общий объём материалов уголовного дела составляет 600—900 томов.
5 октября 2003 года Хамовнический суд Москвы начал рассмотрение дела основателя знаменитой финансовой пирамиды. Ранее ему было предъявлено обвинение по части 1 статьи 327 УК РФ Уголовного кодекса РФ: «Организация подделки документов». Согласно действовавшему законодательству, Сергею Мавроди грозило до трёх лет лишения свободы.
2 декабря 2003 года Хамовнический суд Москвы признал Мавроди виновным в организации подделки паспорта и приговорил его к одному году и одному месяцу лишения свободы. Это дело Следственный комитет ранее выделил в отдельное производство из основного уголовного дела, связанного с мошенничеством в рамках деятельности МММ.
27 января 2004 года Следственный комитет прекратил уголовное дело по факту уклонения от уплаты налогов в отношении самого известного «пирамидостроителя» России в связи с истечением срока давности по этой категории преступлений. В то же время следователи намеревались передать в суд основное дело по обвинению Мавроди в мошенничестве в особо крупных размерах.
3 февраля 2004 года Мавроди предъявлено обвинение в мошенничестве. До 31 января 2006 года Мавроди знакомился с 610 томами (по 250—270 страниц в каждом) своего уголовного дела, после чего начались заседания суда по основному делу.
9 марта 2006 года основное дело бывшего главы МММ было направлено в Чертановский районный суд Москвы для рассмотрения по существу. 14 марта 2006 дело Мавроди поступило к месту рассмотрения. Основатель МММ обвинялся по ст. 159, ч. 3 Уголовного кодекса РФ «Мошенничество в крупных размерах и хищение чужого имущества путём обмана и злоупотребления доверием». По мнению прокуратуры, ущерб, нанесённый МММ миллионам вкладчиков, оценивается в 110 млн $. Однако и эксперты, и вкладчики придерживаются на этот счёт совершенно иного мнения. Скажем, по мнению того же Объединения вкладчиков, он составляет порядка 70-80 млрд $. Эксперты в оценках более осторожны: «не менее миллиарда».
В ходе прений сторон гособвинитель по делу прокурор Амалия Устаева просила приговорить Мавроди к пяти годам лишения свободы с отбыванием наказания в колонии общего режима, учитывая личность подсудимого, наличие смягчающих обстоятельств (малолетний ребёнок на иждивении), а также с учётом мнения ряда потерпевших. Кроме того, она просила удовлетворить гражданские иски потерпевших о возмещении материального вреда и оставить без рассмотрения иски тех потерпевших, которые не явились в судебное заседание. «Прошу удовлетворить те исковые требования, суммы которых были установлены предварительным следствием и которые не менялись потерпевшими», — сказала Устаева. По делу проходят более 10 тыс. потерпевших.
28 апреля 2007 года Чертановский суд г. Москвы приговорил Сергея Мавроди к четырём годам и шести месяцам лишения свободы с отбыванием наказания в колонии общего режима, но практически весь срок назначенного ему наказания основатель МММ уже отбыл в СИЗО «Матросская тишина» (в спецблоке, в ИЗ 99/1). Его жизнь в это время среди прочего описана в книге одного из сокамерников — Владимира Переверзина:95-96. В качестве дополнительной меры наказания суд постановил взыскать с Мавроди штраф в размере 10 тыс. рублей в пользу государства. Однако позже Мосгорсудом штраф этот был отменён.
8 мая адвокат Мавроди Ольга Макарова сообщила, что по просьбе её подзащитного в Московский городской суд была подана кассационная жалоба на вынесенный приговор. Также кассационные жалобы были поданы до этого и некоторыми из потерпевших. 22 мая срок наказания истёк. Запечатлеть момент выхода собрались более пятидесяти представителей российских и зарубежных СМИ; вкладчиков же МММ — как сторонников, так и противников Мавроди — собралось всего человек десять. Однако никаких комментариев журналистам освобождённый экс-глава МММ дать не захотел.
22 мая 2008 года на презентации его книги «Искушение» судебными приставами предъявлены Мавроди исполнительные листы о взыскании с него денег в пользу обманутых вкладчиков (теперь уже — по гражданским искам). Общая сумма исков, как было заявлено журналистам, «пока около 300 млн рублей, но они всё продолжают поступать». Наложен арест на весь тираж книги. В июне 2008 года у Мавроди была изъята его личная библиотека (свыше 1,5 тыс. томов).
Из интервью Сергея Мавроди газете «Деловой Петербург»:

«Я что, как частное лицо акции и билеты МММ выпускал? Нет, я их выпускал как президент фирмы. И в качестве такового я все своё получил и все своё отсидел. Так почему ко мне как к частному лицу иски-то теперь принимают? Меня что, миллион раз наказывать можно? Любого, даже убийцу и насильника, − один раз, а меня − миллион? Я что, в этой стране вообще вне закона?»
14 марта 2012 года Сергей Мавроди был подвергнут административному аресту за неуплату штрафа в размере 1000 рублей на 5 суток. Адвокат бизнесмена заявил, что этот штраф Мавроди уже выплатил, но неоплаченными остаются около 300 штрафов по 1000 рублей. Правоохранительные органы прямо заявляли, что намерены давать до 15 суток за каждый из них, подвергнув таким образом Мавроди административному аресту на срок в общей сложности около 12 лет. В действительности, в отличие от уголовного наказания, давность привлечения к административной ответственности составляет по такому виду правонарушений лишь три месяца, а давность их исполнения — два года. Таким образом, Мавроди в любом случае мог бы провести лишь не более двух лет в административном приёмнике, а если достаточное количество дел не было бы своевременно рассмотрено — полностью избежал бы наказания.
Выплачивать эти штрафы Мавроди не мог: на 2012 год единственным источником доходов для него было консультирование бизнесмена Павла Молчанова из подмосковного Ногинска. За помощь в ведении бухгалтерии Молчанов ежемесячно платил Мавроди 15 000 рублей, половина из которых уходила судебным приставам.

### Литературная деятельность
В тюрьме Мавроди написал роман «Сын Люцифера». Сейчас[когда?] он выходит в свет в авторской редакции (без исправлений редакций). Роман состоит из отдельных новелл-дней. Каждый день — это новый герой, новая история, новая человеческая судьба. Всего написано порядка 150 новелл-дней. Большая часть их никогда до этого не издавалась. Четырнадцать новелл были опубликованы в книге «Искушение» в 2008 году, но с нарушением хронологии, без диалогов Люцифера с сыном и с некоторыми редакторскими правками, хотя в книге и указано «в авторской редакции». В 2012 году вышла книга «Искушение 2», в которой были добавлены новые новеллы-дни, ранее не издававшиеся. О тюрьме Сергей Пантелеевич написал «Тюремные дневники» и «Карцер».
Сергеем Мавроди написано много произведений и в разных жанрах. Есть проза, стихи, поэмы, пьесы, киносценарии. Роман «Искушение» (первоначально назывался «Сын Люцифера»), новелла «Пирамида», «Тюремные дневники», «Карцер» и другие произведения выложены на сайте о творчестве Сергея Мавроди.
Также Сергей Мавроди сочинял стихи, писал и пел песни на популярные мелодии
.
В 2009 году была записана третья аудиоглава книги Сергея Мавроди «Искушение. Сын Люцифера» под названием «Сделка». Но многие главы были прочитаны самим автором в ежедневных прямых эфирах в 22:30 на канале МНК.

### Смерть и похороны
26 марта 2018 года Сергею Мавроди стало плохо на автобусной остановке на улице Поликарпова в городе Москве, он жаловался на слабость и боли в сердце, в районе часа ночи прохожий вызвал скорую помощь. Врачи доставили Мавроди поздно ночью в 67-ю городскую больницу Москвы, где он позже скончался от сердечного приступа. Смерть зафиксировали в 6:40 по местному времени. Тело забрала из морга его бывшая жена, она же решила, что похороны будут закрытыми. Был похоронен 31 марта за счёт бывших вкладчиков «МММ» на Троекуровском кладбище в закрытом гробу, брат Вячеслав Мавроди запретил хоронить его рядом с родителями на Хованском кладбище, на похороны брата не пришёл.
После смерти, в мае 2018 года, на официальной странице Сергея Мавроди в Твиттере появились свежие записи с предложением обменять старые акции МММ на новые и объявлением об открытии новых офисов. В марте 2019 года появился сайт (sergey-mavrodi.live), на котором появились видеоролики мужчины, внешне похожего на Сергея Мавроди, утверждавшего, что он жив, призывая озолотиться на вкладах МММ. Директор «Р-техно» Роман Ромачёв высказал сомнение, предположив, что на видео — видеоклон с использованием проекционных технологий Deepfake и синтезатора речи.

## Семья
Младший брат — Вячеслав Мавроди (род. 22 марта 1962) — был вице-президентом и главным бухгалтером «МММ», после развала «МММ», в 1996—1997 годах создал несколько коммерческих организаций — («Систему взаимных добровольных пожертвований») СВДП МММ-96, СВДП МММ-97 и «Всемирную службу взаимных добровольных пожертвований» (ВСВДП) — действовала в интернете на добровольных пожертвованиях, в 1999 году был объявлен в розыск, задержан в январе 2001 года, в 2003 году суд вынес ему приговор, отсидел 5 лет и 3 месяца, вышел на свободу в апреле 2006 года. Написал книгу «USA-Инвест. Доллар, нефть и Россия». Первая жена брата — Ольга Фёдоровна Мельникова — сооснователь МММ, вторая жена брата — Марина Анатольевна Муравьева-Газманова (род. 11 марта 1969) — по образованию экономист, работала бухгалтером в «МММ», в 2003 году стала женой певца Олега Газманова.
Племянник — Филипп Газманов (Мавроди) (род. 29 ноября 1997), усыновлён Газмановым.
С октября 1993 по 2005 год был женат, есть дочь Ирина (род. 2006). Супруга, уроженка Запорожья Елена Александровна Павлюченко (род. 7 июня 1969), взяла фамилию мужа. Елена Павлюченко заочно училась на филологическом факультете Запорожского педагогического института, параллельно с учёбой работала нянечкой в детском саду; была обладательницей титула «Вице-мисс Запорожье»-89 (она была недовольна проигрышем и заявила в милицию, что во время выступления у неё из гримёрки пропали серьги, всех организаторов конкурса обыскивали и вызывали на допрос, но серьги не нашли, мама же пыталась оспорить результаты конкурса через суд). Павлюченко и Мавроди познакомились на телепередаче «Утренняя звезда», где он был членом жюри. Проводя кастинг моделей для рекламы МММ, Мавроди пригласил Павлюченко принять участие в съёмках. Она стала «Мисс МММ»-94, «Королевой МММ», возглавляла модельное агентство «МММ-моделс», работала помощницей директора МММ. 
 В 2001 году Елена Мавроди попыталась украсть новорождённого мальчика из НИИ педиатрии, по её словам, поступок был ради бездетной подруги; ребёнка вернула она сама. Гагаринская прокуратура Москвы возбудила уголовное дело, но закрыла из-за отсутствия состава преступления. В 1990-е годы 3 раза баллотировалась в депутаты Госдумы, но 2 раза её кандидатуру снимали перед голосованием из-за подкупа избирателей, а в 3 раз она не смогла набрать необходимого количества голосов.
Двоюродная младшая сестра жены — Оксана Павлюченко — окончила Плехановский институт по специальности налоговый инспектор, в конце 1990-х годов вместе с Сергеем Мавроди организовала в интернете виртуальную фондовую биржу Stock Generation, на счёт которой посетители переводили деньги, потом биржа исчезла. В 2000 году Оксана и Сергей Мавроди были объявлены в розыск Интерполом, но американский суд решил, что биржа была компьютерной игрой, в которой есть проигравшие и победители, дело было закрыто. Оксана вышла замуж, живёт в Москве.

## Восприятие и оценки
Всероссийский центр изучения общественного мнения в 2011, 2012 и 2014 годах проводил опросы об отношении россиян к С. Мавроди. Результаты опросов представлены в таблице:
| Сергей Мавроди, по Вашему мнению — это в первую очередь…                                                                     | 2011 год | 2012 год | 2014 год |
| --- | -------- | -------- | -------- |
| Финансовый гений, новатор, предприниматель, использовавший необычный, но эффективный способ быстро заработать большие деньги | 11 %     | 17 %     | 16 %     |
| Аферист, жулик, шарлатан, место которому — в тюрьме                                                                          | 77 %     | 75 %     | 74 %     |
| Затрудняюсь ответить | 12 %     | 9 %      | 10 %     |

## Мавроди в массовом сознании и культуре
По данным психиатров, только в Москве и области ещё на середину 2000 года на учёте в лечебницах находились почти 400 «Сергеев Мавроди» — гораздо больше «двойников», чем у кого бы то ни было. К примеру, «ельциных» было на тот момент всего около полусотни.
В 1994 году на одном из каналов Сергей Мавроди поздравил россиян с Новым годом.
7 апреля 2011 года в широкий прокат вышел художественный фильм «ПираМММида», снятый по мотивам одноимённой повести Мавроди (прокатчик — кинокомпания Universal Pictures International). Роль Сергея Мавроди (в фильме он Сергей Мамонтов) сыграл Алексей Серебряков.
В 2011 году появился в игре Postal 3.
Образ Мавроди показан в сериале Зайцев+1 (2011) в «реалиях 90-х».
Летом 2012 года по сценарию Мавроди начались съёмки фильма «Река». Премьера фильма состоялась в рамках третьей российской международной кинопремии ужасов «Капля» в 2014 году; фильм удостоен специальной награды за «отечественный вклад в развитие жанра». В широкий прокат фильм не вышел по неизвестным причинам. Фильм «Река» и сценарий опубликованы на сайте, посвящённом его творчеству.
Автором саундтреков к фильму стал Александр Чвала (группа ГештальТ).
По данным опроса ВЦИОМ, в 2014 году 74 % россиян назвали Мавроди аферистом и жуликом, а около 17 % — финансовым гением и эффективным предпринимателем.
7 декабря 2015 года на YouTube был запущен сериал «Зомби», где Сергей Мавроди выступил автором сценария и саундтреков. За полгода сериал набрал почти 105 млн посмотров (от 3 до 9 млн просмотров каждой серии). В сентябре 2016 года на YouTube вышел второй сезон сериала «Зомби» под названием «Чёртик». К этому времени канал Сергея Мавроди в рэнкинге сайта SocialBlade по критерию «SB Score» занимал второе место среди некоммерческих (nonprofit) каналов.
В ноябре 2016 года Сергей Мавроди перенёс сериал на хостинг Vimeo. Новая серия, опубликованная на этой площадке, за несколько дней собрала более 37 млн просмотров.
В марте 2017 года состоялась премьера сериала «Антимир»; по этому поводу Мавроди сказал журналистам: «Я сейчас, в связи с тем, что МММ в России не работает, выпадаю из медиапространства. А мне, по некоторым моим соображениям, надо там оставаться. Поэтому я и запустил сериал».
В Ялтинском театре им. А. П. Чехова (Крым) в декабре 2018 года состоялась премьера спектакля «Голос» по роману Сергея Мавроди «Искушение» в исполнении студии театра и кино «Инсайт» (Симферополь). Режиссёр спектакля — Мария Кузнецова.
В фильме «Гром: Трудное детство», действие которого разворачивается в альтернативные 90-е годы в России, есть персонаж-владелец финансовой пирамиды, прототипом которого является Мавроди.
После смерти Сергея Мавроди некто Максим Мернес (род. 1995) объявил себя внебрачным сыном Сергея Мавроди (официально не был признан). Мернес несколько лет жил в Таиланде и как блогер рекламировал варианты дохода от торговли криптовалютами.

## Книги
- 2007 — «Вся правда о „МММ“ — история первой пирамиды». Тюремные дневники, ISBN 978-5-7905-5074-4
- 2008 — «Искушение», ISBN 978-5-353-03368-4
- 2011 — «Сын Люцифера», ISBN 978-5-9573-2281-8
- 2012 — «Искушение-2», ISBN 978-5-9573-2500-0
- 2013 — «ПираМММида», ISBN 978-5-9573-2597-0
- 2015 — «Lucifer’s Son» (Book One), ISBN 9781942981619
- 2016 — «Lucifer’s Son» (Part 2), ISBN 9781942981817

## На телевидении
- 2007 — «Пусть говорят»[103]
- 2010 — «В гостях у Дмитрия Гордона»[104]
- «Моя правда»[105]
- «Гордон Кихот»[106]
- «К барьеру» — Александр Хинштейн против Сергея Мавроди[107]
- 2023 — «Мавроди. Миф и человек»[108]